# Platysaurus imperator
Platysaurus imperator är en ödleart som beskrevs av  Donald G. Broadley 1962. Platysaurus imperator ingår i släktet Platysaurus och familjen gördelsvansar. IUCN kategoriserar arten globalt som sårbar. Inga underarter finns listade i Catalogue of Life.